# Arcadi Camps i Artau
Arcadi Camps i Artau (Riudellots de la Selva, 14 de març de 1921 - Girona, 12 d'abril de 1972) fou un futbolista del Girona FC de la dècada dels 40 i 50 que jugava a la posició de davanter. Fou durant setanta anys el màxim golejador de la història del club amb 105 gols en 130 partits, per sobre de Martín Abad (102 gols), fins que fou superat per Christian Stuani (106 gols en 176 partits a data 2022). Va jugar també amb el Sabadell i a Primera Divisió amb el Reial Múrcia.
De família de flequers de tota la vida de Riudellots de la Selva, el futbol el va dur a Girona, on es va instal·lar a viure a la Casa Marieta, la llar de tots els jugadors de fora de la ciutat. Camps va guanyar-se l'Estadi de Vistalegre a còpia de gols i va posar-se l'afició a la butxaca. El seu caràcter obert i extravertit el van convertir en un dels primers ídols de la història i membre d'una davantera que els aficionats se sabien de memòria (Franch, Grabuleda, Medina, Camps i Huguet). Va morir sobtadament el 12 d'abril de 1972.